# 大磯武
大磯 武（おおいそ たけし、1944年4月8日 - ）は、富山県新湊市出身で立浪部屋所属の元大相撲力士、東京プロレス、国際プロレス所属の元プロレスラー。本名は、摺崎武二（するさき たけじ）。大相撲時代の四股名は大磯浪（おおいそなみ）、最高位は三段目14枚目。プロレスラー時代は身長181cm、体重117kg。

## 来歴
大相撲の立浪部屋に入門し、1963年7月場所に本名の摺崎の四股名で初土俵を踏んだ。1965年3月場所に四股名を大磯浪に改名したが伸び悩み、1966年5月場所をもって三段目で廃業した。大相撲廃業後は1966年に東京プロレス設立に伴い、プロレスラーに転向。入門同期には寺西勇・大剛鉄之助・柴田勝久・永源遙らがいた。しかし東京プロレスが経営に行き詰まったため、ラッシャー木村らと共に国際プロレスへ移籍した。1972年にはアフリカ・ヨーロッパにて海外遠征を行った。1973年に開催された「第5回IWAワールド・シリーズ」に参加した経験を持つが、日本ではあまり活躍ができないまま1974年1月24日に行われた引退試合を以って現役を引退した。
しかしプロレスへの情熱を捨て切れず、その後フィリピンに「アジアン・プロレスリング(APW)」なるプロレス団体を設立して現地でストロングスタイルのレスラーの育成とプロレス興行の普及に努めた。豊登に連れられて山下財宝探しのためにフィリピンを訪れたことがきっかけとなり、移住を決意したともいわれている。フィリピンでの大磯はトレーナー兼プロモーターとして活動し、1984年1月から同年2月に掛けて新日本プロレスが「新春黄金シリーズ」を企画した際には、ケソン市のアラネタ・コロシアムに2戦を招聘。フィリピン人レスラーのハリス・モンテーロやマリオ・マチュラックらとタッグチームを組み2戦限りの現役復帰を行い、2月13日にキラー・カン・アニマル浜口組で翌14日は藤原喜明・木戸修組と対戦し、いずれも勝利を収めている。
大磯のAPWはその後活動を停止したが、大磯の直弟子に当たるフィリピン人レスラーのコンラッド・エンシナスの手により「第2次APW」を標榜する「リバース・プロレスリング(RPW)」が設立され、2020年現在RPWはフランスに本拠を置く「ワールド・アンダーグラウンド・レスリング(WUW)」のフィリピン部門である「WUW・フィリピン」の名で活動を継続している。